# Hilarempis argentifera
Hilarempis argentifera är en tvåvingeart som beskrevs av Mario Bezzi 1909. Hilarempis argentifera ingår i släktet Hilarempis och familjen dansflugor. Inga underarter finns listade i Catalogue of Life.